# Les Anges aux mains noires
Pour plus de détails, voir Fiche technique et Distribution.
Les Anges aux mains noires (La ladra) est un film dramatique franco-italien réalisé par Mario Bonnard en 1955 et sorti en 1956. 

## Fiche technique
- Titre : Les Anges aux mains noires
- Titre italien : La ladra
- Réalisation : Mario Bonnard
- Scénario :  Mario Bonnard et Vittorio Nino Novarese
- Musique : Luigi Malatesta
- Sociétés de production : Rivo Film et CFPC
- Pays d'origine :  Italie /  France
- Format : Couleur - Son mono
- Genre : Film dramatique
- Dure : 93 minutes
- Date de sortie : 
  - France - 14 mai 1956

## Distribution
- Lise Bourdin : Anna Giuntini
- Henri Vilbert : L'Avocat
- Fausto Tozzi : Nino
- Carlo D'Angelo :  Don Pietro
- Mino Doro : Maître Arrighi
- Lyla Rocco : Mary
- Carla Calò
- Renato Navarrini